# رغل منفتح
الرغل المنفتح (الاسم العلمي: Atriplex patula) هو نوع نباتي يتبع جنس الرغل من الفصيلة القطيفية.

## الموئل والانتشار
ينتشر في بلاد الشام ومصر والمغرب العربي وقبرص وتركيا والقوقاز وكل مناطق أوروبا من اليونان والبلقان إلى إسبانيا والبرتغال وشمالاً من إيرلندا وبريطانيا إلى فنلندا وروسيا.

## مرادفات للاسم العلمي
- (باللاتينية: Atriplex amana Post)
- (باللاتينية: Atriplex erecta Huds.)
- (باللاتينية: Atriplex macrodira Guss.)
- (باللاتينية: Atriplex patula subsp. amana (Post) Aellen)
- (باللاتينية: Atriplex patula subsp. erecta (Huds.) Arcang.)
- (باللاتينية: Atriplex patula subsp. macrodira (Guss.) Arcang.)
- (باللاتينية: Atriplex angustifolia Sm.)
- (باللاتينية: Atriplex patula subsp. producta (Guss.) Giardina & Raimondo)